# Matsuo Atsushi
Atsushi Matsuo (sinh ngày 5 tháng 3 năm 1990) là một cầu thủ bóng đá người Nhật Bản.

## Sự nghiệp câu lạc bộ
Atsushi Matsuo đã từng chơi cho V-Varen Nagasaki, Japan Soccer College, Azul Claro Numazu và Saurcos Fukui.